# Сплетърпънк
Сплетърпънкът (на английски: Splatterpunk) е литературно течение, възникнало в средата на 80-те години на ХХ в. и обособило се като модерен поджанр на хоръра. То е контракултурно и обявява за свое кредо „хиперинтензивния ужас без граници“. Това е литературният еквивалент на слашърите, шокърите и сплетърите в киното.
Терминът е въведен през 1986 г. от писателя Дейвид Дж. Шоу на дванадесетия Световен фентъзи конвент в Провидънс, Роуд Айланд, но постепенно е изместен от синоними като „екстремен хорър“.
Този поджанр, който е своеобразен бунт срещу по-традиционните и умерени форми на литературния ужас, се отличава с детайлни, а често и изключително кървави сцени на крайно насилие. За разлика от традиционния хорър, който се стреми да уплаши читателя, основната цел на сплетърпънка е да го шокира, отврати и ужаси до крайност.
Ужасните действия в сплетърпънка обикновено се извършват от маргинали, социопати и психопати. Описаните герои са антигерои или отвратителни създания.
Сред по-известните представители на този поджанр са Клайв Баркър, Дейвид Дж. Шоу, Попи З. Брайт, Джак Кетчъм, Джо Р. Лансдейл, Ричард Леймън, Ричард Крисчън Матисън, Робърт Маккамън, Греъм Мастертън, Брайън Кийн, Джон Скип, Крейг Спектър, Едуард Лий и Майкъл Боутман.
Идеите на сплетърпънка повлияват и творци като Брет Истън Елис („Американски психар“), Чък Паланюк („Боен клуб“), Ървин Уелш („Трейнспотинг“), Рю Мураками, Стивън Кинг и др.
Поджанрът обаче е критикуван от доста хорър писатели, сред които и Робърт Блох. Той настоява, че „трябва да се разграничават това, което предизвиква ужас, и онова, което предизвиква гадене“.
Литературните критици Р. С. Хаджи и Филип Нътман обаче възхваляват движението, а Нътман дори описва сплатърпънка като литература на „оцеляването“, която „отразява моралния хаос на нашето време“.